# Ermita de San Antonio de Padua (Villafamés)
La ermita de San Antonio de Padua en Vilafamés, en la comarca de la Plana Alta, es una ermita , catalogada, de modo genérico, como Bien de relevancia local, según la Disposición Adicional Quinta de la Ley 5/2007, de 9 de febrero, de la Generalitat, de modificación de la Ley 4/1998, de 11 de junio, del Patrimonio Cultural Valenciano (DOCV Núm. 5.449 / 13/02/2007), con código 12.05.128-002 de la Generalidad Valenciana.
Al estar catalogado de modo genérico la Conselleria de Educación, Investigación, Cultura y Deporte de la Generalidad Valenciana no emite informe sobre las características del edificio, ni las razones de su protección, salvo casos excepcionales.